# Relations entre l'Allemagne et l'Italie

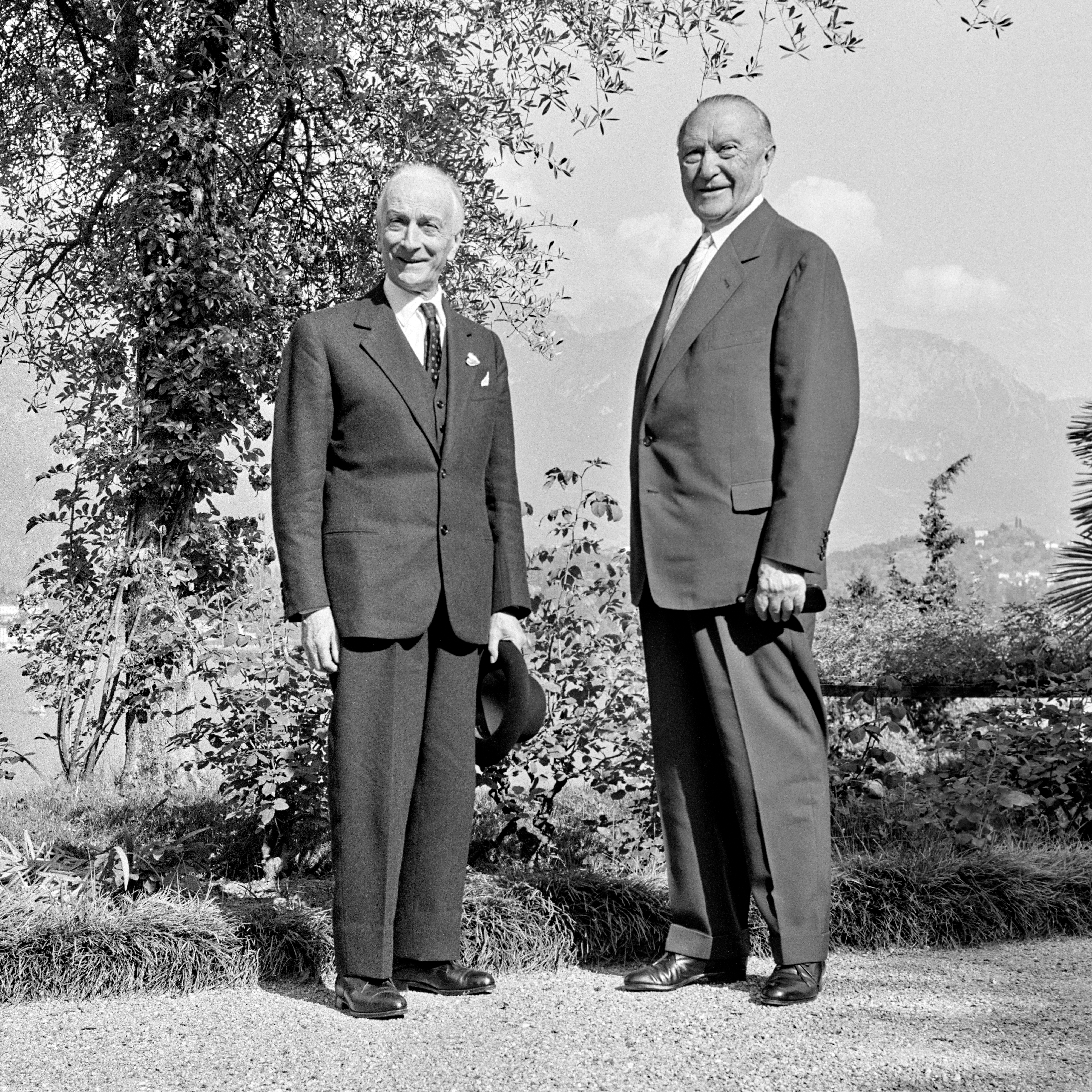
Le Premier ministre italien Antonio Segni et le chancelier allemand Konrad Adenauer à Cadenabbia (Italie), en août 1959.

Les relations entre l'Allemagne et l'Italie font référence aux relations entre la République fédérale allemande et la République italienne. L'Allemagne a des ambassades à Rome, Milan et Naples tandis que l'Italie a des ambassades à Berlin, Francfort, Fribourg, Hambourg, Hanovre, Munich, Nuremberg, Sarrebruck et Stuttgart.

## Histoire des relations germano-italiennes

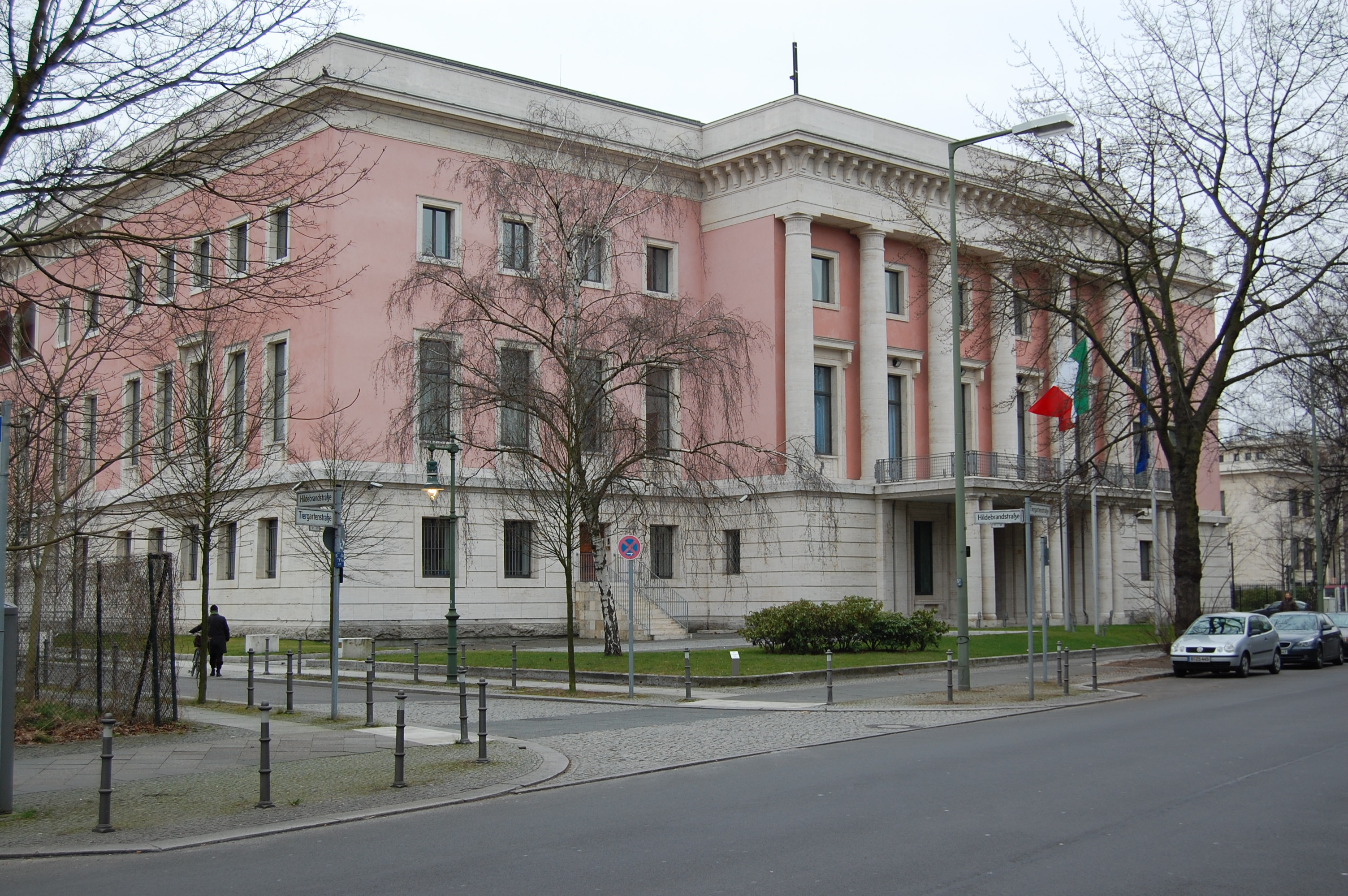
L'ambassade italienne à Berlin.

Les relations germano-italiennes sont établies durant l'unification de l'Italie (Risorgimento).
Les deux pays sont membres de l'Axe Rome-Berlin-Tokyo pendant la Seconde Guerre mondiale (pacte tripartite signé en septembre 1940, précédé en mai 1939 du « Pacte d'Acier » signé spécifiquement entre l'Italie et l'Allemagne).
Durant la guerre froide, les deux États sont alliés dans le cadre de l'Union de l'Europe occidentale (UEO) qui regroupe des États membres de l'OTAN et de l'Union européenne (UE).